# Ben Younger
Pour les articles homonymes, voir Younger.
Ben Younger est un réalisateur, scénariste et producteur américain né le 7 octobre 1972 à Brooklyn, New York.

## Filmographie

### Longs métrages comme scénariste-réalisateur
- 2000 : Les Initiés (Boiler Room)
- 2005 : Petites Confidences (à ma psy) (Prime)
- 2016 : K.O. - Bleed for This (Bleed for This)

### Courts métrages
- 2001 : The Hit Man and the Investigator
- 2001 : The Car Thief and the Hit Man
- 2004 : Toothpaste